# Premio Ratzinger
Il premio Ratzinger rientra tra gli scopi della Fondazione vaticana Joseph Ratzinger - Benedetto XVI, istituita il 1º marzo 2010 in Vaticano direttamente da Benedetto XVI. Il riconoscimento intende premiare gli studiosi che si sono contraddistinti per particolari meriti nell'attività di pubblicazione e/o nella ricerca scientifica.

## Premiati 2011
Il 30 giugno 2011, nella sala Clementina del Palazzo Apostolico Vaticano, Papa Benedetto XVI ha conferito per la prima volta il premio a tre studiosi di teologia:
- Prof. Manlio Simonetti, italiano, laico, studioso di letteratura cristiana antica e patrologia
- Prof. Olegario González Hernández de Cardedal, sacerdote spagnolo, docente di Teologia sistematica
- Prof. Maximilian Heim, cistercense, tedesco, abate del monastero di Heiligenkreuz in Austria e docente di teologia fondamentale e dogmatica

## Premiati 2012
Il 16 ottobre 2012 Papa Ratzinger consegna i premi ai due prescelti dal comitato scientifico perché in loro due "scienza e sapienza sono a servizio dell'arte di vivere": 
- Brian E. Daley, cattedratico di teologia all'università di Notre Dame (Indiana, USA). Ha insegnato teologia storica presso diverse università in diversi paesi. È stato premiato complessivamente il suo pensiero che si caratterizza “per la capacità di unire passione per l'uomo e rigore scientifico”
- Rémi Brague, nato nel 1947, sposato con quattro figli, è professore emerito di filosofia medievale e araba presso l'Università di Parigi 1 e presso l'Università di Monaco di Baviera dal 2002, dopo essere stato docente in diverse università e istituti. È stato premiato “perché a partire da una straordinaria conoscenza delle origini e della storia della fede cristiana, sa guardare in avanti per costruire sulle basi di questa medesima fede...” (dalla presentazione dei relatori)

## Premiati 2013
Il 26 ottobre, nella Sala Clementina del Palazzo Apostolico, Papa Francesco ha consegnato il premio:
- al biblista anglicano Richard Burridge
- al teologo cattolico tedesco Christian Schaller

## Premiati 2014
Il 22 novembre, nella sala del concistoro del Palazzo Apostolico Vaticano, sono stati insigniti del premio: 
- la francese Anne-Marie Pelletier, docente di Sacra Scrittura ed Ermeneutica biblica presso lo Studio della Facoltà Notre Dame del Seminario di Parigi
- il sacerdote polacco Waldemar Chrostowski, docente di Esegesi del Vecchio Testamento e di Teologia presso la Facoltà di Teologia dell'Accademia di Varsavia

## Premiati 2015
Il 21 novembre, nella sala regia del Palazzo Apostolico, in Vaticano, il premio viene attribuito a:
- il brasiliano Mario de França Miranda, sacerdote gesuita, professore emerito di Teologia presso la Pontificia Università Cattolica di Rio de Janeiro
- il libanese Nabil el-Khoury, professore di Filosofia e Letteratura comparata presso l’Université Libanaise di Beirut e l’Università di Tubinga, traduttore in arabo dell’Opera omnia di Joseph Ratzinger

## Premiati 2016
Il 26 novembre Papa Francesco attribuisce il premio a quegli studiosi che si sono particolarmente distinti nell’attività della ricerca scientifica di carattere teologico.:
- prof. Inos Biffi
- prof. Ioannis Kourempeles

## Premiati 2017
Il 18 novembre Papa Francesco, nella Sala Clementina del Palazzo Apostolico, in Vaticano, ha insignito:
- il teologo luterano tedesco Theodor Dieter,
- il teologo e sacerdote cattolico tedesco Karl-Heinz Menke
- il compositore estone di musica sacra Arvo Pärt

## Premiati 2018
Il 17 novembre Papa Francesco, nella Sala Clementina del Palazzo Apostolico, in Vaticano, ha insignito:
- la teologa tedesca Marianne Schlosser
- l’architetto svizzero Mario Botta

## Premiati 2019
Il 9 novembre, nella sala Clementina del Palazzo Apostolico, Papa Francesco ha consegnato il premio:
- al filosofo canadese della secolarizzazione Charles Margrave Taylor
- al teologo burkinabé Paul Béré

## Premiati 2020
Il 14 novembre, nella sala Clementina del Palazzo Apostolico, Papa Francesco ha consegnato il premio:
- al filosofo francese Jean-Luc Marion
- alla teologa australiana Tracey Rowland

## Premiati 2021
Il 13 novembre, nella sala Clementina del Palazzo Apostolico, Papa Francesco ha consegnato il premio:
- alla filosofa tedesca Hanna-Barbara Gerl-Falkovitz
- al biblista tedesco Ludger Schwienhorst-Schoenberger